# 陕西省人民代表大会常务委员会
陕西省人民代表大会常务委员会是陕西省人民代表大会的常设机构，对省人民代表大会负责并报告工作。根据1979年7月1日召开的第五届全国人民代表大会第二次会议，通过的《中华人民共和国地方各级人民代表大会和地方各级人民政府组织法》的规定，陕西省人大常委会于1979年12月在陕西省第五届人民代表大会第二次会议上选举设立；而此前，陕西省革命委员会行使陕西省地方国家权力机关的常设机关和执行机关的双重职能。

## 历史沿革

### 历任负责人列表
| 届 次          | 姓 名  | 籍 贯      | 任职时间              | 备 注            |
| -------------- | ------ | ---------- | --------------------- | ---------------- |
| 第五届         | 马文瑞 | 陕西子洲   | 1979年12月－1983年4月 | 2004年1月3日病逝 |
| 第六届         | 严克伦 | 陕西永寿   | 1983年5月－1988年5月  | 1988年病逝       |
| 第七届         | 李溪溥 | 山东莱州   | 1988年6月－1993年4月  |                  |
| 第八届         | 张勃兴 | 河北霸州   | 1993年4月-1998年1月   |                  |
| 第九、十届     | 李建国 | 山东鄄城   | 1998年1月-2007年3月   |                  |
| 第十届（代理） | 崔林涛 | 陕西千阳   | 2007年3月-2008年1月   |                  |
| 第十一届       | 赵乐际 | 陕西西安   | 2008年1月－2013年1月  |                  |
| 第十二届       | 赵正永 | 安徽马鞍山 | 2013年1月－2016年4月  |                  |
| 第十二届       | 娄勤俭 | 贵州桐梓   | 2016年4月－2018年1月  |                  |
| 第十三届       | 胡和平 | 山东临沂   | 2018年1月－2020年8月  |                  |
| 第十三届       | 刘国中 | 黑龙江望奎 | 2020年8月－2023年1月  |                  |
| 第十四届       | 赵一德 | 浙江温岭   | 2023年1月－           |                  |

## 组织机构
如其它省级行政区的相应人大常务委员会设置一致；陕西省人大常委会由主任、副主任（若干人），秘书长、委员（若干人）组成。常务委员会的组成人员，由省人民代表大会从省人民代表大会的代表中选举产生；其组成人员不得担任国家行政机关、审判机关和检察机关的职务。
常务委员会会议每两个月至少举行一次；有特殊需要的时候，可以临时召集会议。主任、副主任、秘书长组成主任会议，处理重要日常工作。
常务委员会每届任期和省人民代表大会每届任期相同。

### 专门委员会
- 法制委员会
- 内务司法委员会
- 财政经济委员会
- 教育科学文化卫生委员会

### 工作机构
- 办公厅
- 研究室
- 机关党委
- 预算工作委员会
- 法制工作委员会
- 农业和农村工作委员会
- 环境与资源保护工作委员会
- 民族、宗教、侨务、外事工作委员会
- 人事代表选举工作委员会
- 代表资格审查委员会

## 历届组成人员

### 第五届
- 任期：1979年12月－1983年4月
- 主任：马文瑞
- 副主任：常黎夫、胡炳云、杨文海、时逸之、张毅忱、孙作宾、林茵如、刘海滨、侯宗濂、原政庭、张汉武、董学源、石锋、王杰、熊应栋、刘力贞（女）
- 秘书长：时逸之（兼） → 李骥德（1982年8月起）

### 第六届
第六届省人民代表大会第一次会议于1983年4月27日至5月5日举行；会议出席代表727人。大会选举产生了第六届省人大常务委员会组成人员。
- 主任：严克伦
- 副主任：李连壁、董学源（1985年4月辞职）、邓国忠、陈明、谈维煦（1985年4月辞职）、侯宗濂、原政庭、余明、熊应栋、刘力贞（女）
  - 1984年5月增选副主任：何承华
  - 1985年4月补选副主任：韦明海、张铁民（1985年9月病逝）
  - 1986年3月补选副主任：孙克华
- 秘书长：霍世仁（1985年8月免职） → 张玉书（1986年12月免职） → 王宪英（1987年3月当选）

### 第七届
第七届省人代会第一次会议于1988年5月18日至6月3日举行；会议出席代表600人。大会选举产生了第七届省人大常会组成人员。
- 主任：李溪溥
- 副主任：孙克华、余明、熊应栋、刘力贞（女）、韦明海、陶钟、毛生铣、陈学俊、高凌云、万建中
  - 1992年3月补选副主任：牟玲生、沈晋
- 秘书长：王宪英

### 第八届
第八届省人代会一次会议于1993年4月12日至4月23日举行；会议出席代表602人。大会选举产生了第八届省人大常会组成人员。
- 任期：1993年4月－1998年1月
- 主任：张勃兴
- 副主任：牟玲生、毛生铣（1996年2月辞职）、陈学俊、高凌云、沈晋、任国义
  - 1996年2月补选/增选副主任：徐山林、李天文、唐绩初
- 秘书长：陈富深（1997年1月免职） → 赵国玺

### 第九届
第九届省人代会一次会议于1998年1月6日至19日举行。大会选举产生了第九届省人大常会组成人员。
- 任期：1998年1月－2003年1月
- 主任：李建国
- 副主任：徐山林（2001年2月辞职）、刘揆楚、李天文、唐绩初、马大谋、桂中岳、陈跃、刘枢机
  - 2001年2月补选副主任：范肖梅（女，排名第一位），增选副主任：高宜新
  - 2002年1月增选副主任：崔林涛、白云腾
- 秘书长：赵国玺（2001年2月辞职） → 宋海源

### 第十届
- 任期：2003年1月－2008年1月
- 主任：李建国（2007年7月辞职） → 崔林涛（代理）
- 副主任：崔林涛、白云腾、桂中岳、高宜新、王发荣（2006年1月辞职）、邓理、刘遵义、陈再生
  - 2005年2月增选副主任：巩德顺
  - 2006年1月补选副主任：潘连生
- 秘书长：岳松华

### 第十一届
- 任期：2008年1月－2013年1月
- 主任：赵乐际
- 副主任：杨永茂（2011年1月辞职）、赵德全（2011年1月辞职）、罗振江、李晓东、刘维隆（2011年1月辞职）、黄玮（女）、张道宏
  - 2011年1月补选副主任：张迈曾、白阿莹、吴前进
  - 2012年1月增选副主任：宋洪武、胡悦
- 秘书长：桂维民

### 第十二届
- 任期：2013年1月－2018年1月
- 主任：赵正永（2016年4月辞职） → 娄勤俭
- 副主任：宋洪武、胡悦、朱静芝、李晓东、张迈曾、吴前进 
  - 2014年1月增选副主任：黄玮（女）[2]
  - 2015年1月增选副主任：安东、李金柱[3]
- 秘书长：黄玮（2014年1月辞职） → 唐俊昌

### 第十三届
- 任期：2018年1月－2023年1月
- 主任：胡和平（2020年8月辞职） → 刘国中（2020年8月当选）
- 副主任：刘小燕（2022年1月辞职）、朱静芝（2022年1月辞职）、郭青、梁宏贤（2022年1月辞职）、戴征社、郭大为、姜锋（2020年1月当选）、庄长兴（2022年1月当选）
- 秘书长：韩水岐（2021年1月辞职） → 文引学（2021年1月当选）

### 第十四届
- 任期：2023年1月－
- 主任：赵一德
- 副主任：庄长兴、郭青、方光华、李晓英、樊维斌、杨广亭
- 秘书长：韩一兵